# Silver Link
Silver Link, Inc. (яп. 株式会社シルバーリンク, Kabushiki-gaisha Shirubā Rinku, стилізовано як SILVER LINK.) — японська анімаційна студія. Заснована в грудні 2007 року колишнім анімаційним продюсером Frontline Хаято Канеко, базується в Токіо.

## Історія
Після заснування компанії в 2007 році до студії приєднався Сін Оонума, який раніше працював режисером разом із режисерами Shaft Акіюкі Сінбо та Тацуєю Оіші. Більшість проєктів Silver Link з того часу були створені за участі Оонуми як режисера або співрежисера. Компанія також володіла двома дочірніми студіями: Beep Co., Ltd., яка займалася субпідрядною анімаційною роботою, і Connect, Inc., яка спочатку спільно створювала серіали з Silver Link, а згодом почала випускати власні роботи. Обидві дочірні компанії були розформовані,, але продовжують функціонувати як підрозділи студії.
1 лютого 2016 року Beep була поглинена Silver Link,а її місце зайняв новий підрозділ — Silver Link Overseas Division, який розмістився в колишньому офісі Beep. Проте бренд Beep усе ще використовується для субпідрядних робіт студії.
17 липня 2020 року було оголошено, що Silver Link повністю поглине та розформує Connect, а всі права, якими керувала компанія, будуть передані Silver Link. Однак Connect продовжить працювати як підстудія у складі Silver Link.
3 серпня 2020 року було оголошено, що Asahi Broadcasting Group Holdings придбала Silver Link за 250 мільйонів єн.
1 жовтня 2020 року компанія змінила назву на Silver Link Asset Management Co., Ltd. і виокремила свій анімаційний підрозділ у нову компанію під назвою Silver Link, Inc.
5 жовтня 2023 року було оголошено, що Asahi Broadcasting Corporation передала компанію під управління ABC Animation як її дочірню компанію, що повністю їй належить.
6 листопада 2023 року студія переїхала зі своєї штаб-квартири, розташованої на другому, третьому та четвертому поверхах будівлі Marusho Mitaka в районі Сіморендзяку, Мітака, Токіо, на третій поверх будівлі Musashino YS у районі Накате, Мусасіно, Токіо, де також знаходяться штаб-квартири Wit Studio і Tatsunoko Production.

## Праця

### Телесеріали
| Рік  | Назва                                                    | Режисер(и)                             | Еп  | Нотатки                                                                                        | Прм    |
| ---- | -------------------------------------------------------- | -------------------------------------- | --- | ---------------------------------------------------------------------------------------------- | ------ |
| 2009 | Tayutama: Kiss on my Deity                               | Мотонага Кейтаро                       | 12  | Адаптація візуального роману від Lump of Sugar.                                                |        |
| 2010 | Baka & Test — Summon the Beasts                          | Шін Онума                              | 13  | Адаптація серії ранобе, написаних Кендзі Іноуе.                                                | [ 10 ] |
| 2011 | Baka & Test — Summon the Beasts 2                        | Шін Онума                              | 13  | Продовження Baka & Test — Summon the Beasts.                                                   |        |
| 2011 | C³                                                       | Шін Онума                              | 12  | Адаптація серії ранобе, написаних Хадзукі Мінасе.                                              |        |
| 2012 | Dusk Maiden of Amnesia                                   | Шін Онума Такаші Сакамото              | 12  | Адаптація манґи від Maybe.                                                                     | [ 11 ] |
| 2012 | Chitose Get You!!                                        | Такао Сано                             | 26  | Екранізація манґи-йонкоми від Ецуя Машіма.                                                     | [ 12 ] |
| 2012 | Kokoro Connect                                           | Шін Онума Шіня Кавацура                | 13  | Адаптація серії ранобе, написаних Саданацу Анда.                                               | [ 13 ] |
| 2012 | OniAi                                                    | Кейічіро Кавагучі                      | 12  | Адаптація серії ранобе, написаних Дайсуке Сузукi.                                              | [ 14 ] |
| 2012 | Kokoro Connect: Michi Random                             | Шін Онума Шіня Кавацура                | 4   | Фінальні чотири епізоди Kokoro Connect.                                                        | [ 15 ] |
| 2013 | WataMote                                                 | Шін Онума                              | 12  | Адаптація манґи від Ніко Таніґава.                                                             | [ 16 ] |
| 2013 | Fate/kaleid liner Prisma Illya                           | Шін Онума Такаші Сакамото Мірай Мінато | 10  | Адаптація манґи від Хіроші Хірояма.                                                            | [ 17 ] |
| 2013 | Strike the Blood                                         | Такао Сано Хідейо Ямамото              | 24  | Адаптація серії ранобе, написаних Ґакуто Мікумо. разом з Connect. (2013–14)                    | [ 18 ] |
| 2013 | Non Non Biyori                                           | Шіня Кавацура                          | 12  | Адаптація манґи від Atto.                                                                      | [ 19 ] |
| 2014 | No-Rin                                                   | Шін Онума                              | 12  | Адаптація серії ранобе, написаних Широу Шираторі.                                              | [ 20 ] |
| 2014 | Fate/kaleid liner Prisma Illya 2wei!                     | Шін Онума Масато Дзінбо                | 10  | Продовження Fate/kaleid liner Prisma Illya.                                                    | [ 21 ] |
| 2014 | Invaders of the Rokujyōma!?                              | Шін Онума Джин Тамамура                | 12  | Адаптація серії ранобе, написаних Takehaya.                                                    | [ 22 ] |
| 2014 | Girl Friend Beta                                         | Наотака Хаяші                          | 12  | За мотивами гри для смартфонів від CyberAgent.                                                 | [ 23 ] |
| 2015 | Yurikuma Arashi                                          | Куніхіко Ікухара                       | 12  | Оригінальна робота.                                                                            | [ 24 ] |
| 2015 | Chaos Dragon                                             | Хідекі Тачібана Масато Мацуне          | 12  | За мотивами рольової гри «Red Dragon». Спільне виробництво з Connect.                          | [ 25 ] |
| 2015 | Non Non Biyori Repeat                                    | Шіня Кавацура                          | 12  | Продовження Non Non Biyori.                                                                    | [ 26 ] |
| 2015 | Fate/kaleid liner Prisma Illya 2wei Herz!                | Шін Онума Масато Дзінбо                | 10  | Продовження Fate/kaleid liner Prisma Illya 2wei!.                                              |        |
| 2015 | Chivalry of a Failed Knight                              | Шін Онума Джин Тамамура                | 12  | Адаптація серії ранобе від Ріку Місору. Спільне виробництво з Nexus.                           | [ 27 ] |
| 2015 | Shomin Sample                                            | Масато Дзінбо                          | 12  | Адаптація серії ранобе від Такафумі Нанацукі.                                                  | [ 28 ] |
| 2015 | Anti-Magic Academy: The 35th Test Platoon                | Томоюкі Кавамура                       | 12  | Адаптація серії ранобе, написаних Токі Янаґімі.                                                | [ 29 ] |
| 2016 | Anne Happy                                               | Шін Онума                              | 12  | Адаптація манґи від Котоджі.                                                                   | [ 30 ] |
| 2016 | Tanaka-kun Is Always Listless                            | Шіня Кавацура                          | 12  | Адаптація манґи від Нозомі Уда.                                                                | [ 31 ] |
| 2016 | Fate/kaleid liner Prisma Illya 3rei!                     | Шін Онума Масато Дзінбо Кен Такахаші   | 12  | Продовження Fate/kaleid liner Prisma Illya 2wei Herz!.                                         | [ 32 ] |
| 2016 | Ange Vierge                                              | Масафумі Тамура                        | 12  | За мотивами карткової гри Kadokawa та Sega. Спільне виробництво з Connect.                     | [ 33 ] |
| 2016 | Magic of Stella                                          | Шіня Кавацура                          | 12  | Екранізація манґи-юнкоми від Cloba.U.                                                          | [ 34 ] |
| 2016 | Brave Witches                                            | Казухіро Такамура                      | 12  | спінофф Strike Witches.                                                                        | [ 35 ] |
| 2017 | Masamune-kun's Revenge                                   | Мірай Мінато                           | 12  | Адаптація манґи від Хазукі Такеока.                                                            | [ 36 ] |
| 2017 | Chaos;Child                                              | Масато Дзінбо                          | 12  | Адаптація візуального роману Chaos;Child від 5pb                                               | [ 37 ] |
| 2017 | Armed Girl's Machiavellism                               | Хідекі Тачібана                        | 12  | Адаптація манґи від Юя Курокамі. Спільне виробництво з Connect.                                | [ 38 ] |
| 2017 | Battle Girl High School                                  | Норіакі Акітая Кадзуо Міяке            | 12  | За мотивами гри в соціальній мережі від COLOPL.                                                | [ 39 ] |
| 2017 | Restaurant to Another World                              | Масато Дзінбо                          | 12  | Адаптація серії ранобе, написаних Джунпей Інузука.                                             | [ 40 ] |
| 2017 | Two Car                                                  | Масафумі Тамура                        | 12  | Оригінальна робота.                                                                            | [ 41 ] |
| 2017 | A Sister's All You Need                                  | Шін Онума Джин Тамамура                | 12  | Адаптація серії ранобе, написаних Йомі Хірасака.                                               | [ 42 ] |
| 2018 | Mitsuboshi Colors                                        | Томоюкі Кавамура                       | 12  | Адаптація манґи від Katsuwo.                                                                   | [ 43 ] |
| 2018 | Death March to the Parallel World Rhapsody               | Шін Онума                              | 12  | Адаптація серії ранобе, написаних Хіро Айнана. Спільне виробництво з Connect.                  | [ 44 ] |
| 2018 | Butlers: Chitose Momotose Monogatari                     | Кен Такахаші                           | 12  | Оригінальна робота.                                                                            | [ 45 ] |
| 2018 | Miss Caretaker of Sunohara-sou                           | Шін Онума Мірай Мінато                 | 12  | Екранізація манґи-йонкоми від Некоме.                                                          | [ 46 ] |
| 2019 | Circlet Princess                                         | Хідекі Тачібана                        | 12  | За мотивами браузерної гри від DMM Games.                                                      | [ 47 ] |
| 2019 | Ao-chan Can't Study!                                     | Кейсуке Іноуе                          | 12  | Адаптація манґи від Рен Кавахара.                                                              | [ 48 ] |
| 2019 | Wise Man's Grandchild                                    | Масафумі Тамура                        | 12  | Адаптація серії ранобе, написаних Цуйоші Йошіока.                                              | [ 49 ] |
| 2019 | The Ones Within                                          | Шін Онума                              | 12  | Адаптація манґи від Осора.                                                                     | [ 50 ] |
| 2020 | Bofuri                                                   | Шін Онума Мірай Мінато                 | 12  | Адаптація серії ранобе, написаних Юумікан.                                                     | [ 51 ] |
| 2020 | My Next Life as a Villainess: All Routes Lead to Doom!   | Кейсуке Іноуе                          | 12  | Адаптація серії ранобе, написаних Сатору Ямагучі.                                              | [ 52 ] |
| 2020 | The Misfit of Demon King Academy                         | Шін Онума Масафумі Тамура              | 13  | Адаптація серії ранобе, написаних Шу.                                                          | [ 53 ] |
| 2020 | Our Last Crusade or the Rise of a New World              | Шін Онума Мірай Мінато                 | 12  | Адаптація серії ранобе, написаних Кей Сазане.                                                  | [ 54 ] |
| 2021 | Non Non Biyori Nonstop                                   | Шіня Кавацура                          | 12  | Продовження Non Non Biyori Vacation.                                                           | [ 55 ] |
| 2021 | My Next Life as a Villainess: All Routes Lead to Doom! X | Кейсуке Іноуе                          | 12  | Продовження My Next Life as a Villainess: All Routes Lead to Doom!.                            | [ 56 ] |
| 2021 | The Dungeon of Black Company                             | Мірай Мінато                           | 12  | Адаптація манґи від Йохеї Ясумура.                                                             | [ 57 ] |
| 2021 | The Great Jahy Will Not Be Defeated!                     | Мірай Мінато                           | 20  | Адаптація манґи від Вакаме Конбу.                                                              | [ 58 ] |
| 2021 | Sekai Saikō no Ansatsusha, Isekai Kizoku ni Tensei suru  | Масафумі Тамура                        | 12  | Адаптація серії ранобе, написаних Руї Цукуйо. Спільне виробництво з Studio Palette.            | [ 59 ] |
| 2021 | Deep Insanity: The Lost Child                            | Шін Онума                              | 12  | За мотивами гри для смартфонів від Square Enix.                                                | [ 60 ] |
| 2022 | The Greatest Demon Lord Is Reborn as a Typical Nobody    | Мірай Мінато                           | 12  | Адаптація серії ранобе, написаних Мьоджин Като. Спільне виробництво з Blade.                   | [ 61 ] |
| 2022 | When Will Ayumu Make His Move?                           | Мірай Мінато                           | 12  | Адаптація манґи від Соічіро Ямамото.                                                           | [ 62 ] |
| 2022 | The Maid I Hired Recently Is Mysterious                  | Мірай Мінато Місузу Хошіно             | 11  | Адаптація манґи від Вакаме Конбу. Спільне виробництво з Blade.                                 | [ 63 ] |
| 2023 | Bofuri 2nd Season                                        | Шін Онума                              | 12  | Продовження Bofuri.                                                                            | [ 64 ] |
| 2023 | The Misfit of Demon King Academy 2nd Season              | Шін Онума Масафумі Тамура              | 24  | Продовження The Misfit of Demon King Academy.                                                  | [ 65 ] |
| 2023 | Level 1 Demon Lord and One Room Hero                     | Кейсуке Іноуе                          | 12  | Адаптація манґи від toufu. Спільне виробництво з Blade.                                        | [ 66 ] |
| 2023 | Masamune-kun's Revenge R                                 | Мірай Мінато                           | 12  | Продовження Masamune-kun's Revenge.                                                            | [ 67 ] |
| 2023 | Ragna Crimson                                            | Кен Такахаші                           | 24  | Адаптація манґи від Даікі Кобаяші.                                                             | [ 68 ] |
| 2023 | Tearmoon Empire                                          | Юші Ібе                                | 12  | Адаптація серії ранобе, написаних Нозому Мочіцукі.                                             | [ 69 ] |
| 2024 | Sasaki and Peeps                                         | Мірай Мінато                           | 12  | Адаптація серії ранобе, написаних Buncololi.                                                   | [ 70 ] |
| 2024 | Hokkaido Gals Are Super Adorable!                        | Мірай Мінато Місузу Хошіно             | 12  | Адаптація манґи від Кай Ікада. Спільне виробництво з Blade.                                    | [ 71 ] |
| 2024 | Mission: Yozakura Family                                 | Мірай Мінато                           | 27  | Адаптація манґи від Хіцудзі Гондайра.                                                          | [ 72 ] |
| 2024 | Our Last Crusade or the Rise of a New World Season II    | Юкі Інаба                              | TBA | Продовження Our Last Crusade or the Rise of a New World. Спільне виробництво з Studio Palette. | [ 73 ] |
| 2025 | Princession Orchestra                                    | Шін Онума                              | TBA | Оригінальна робота.                                                                            | [ 74 ] |
| 2026 | Mission: Yozakura Family 2nd Season                      | TBA                                    | TBA | Продовження Mission: Yozakura Family                                                           | [ 75 ] |

### OVA/ONA
| Рік  | Назва                                           | Режисер(и)                | Еп | Нотатки                                                                                         | Прм    |
| ---- | ----------------------------------------------- | ------------------------- | -- | ----------------------------------------------------------------------------------------------- | ------ |
| 2011 | Baka to Test to Shōkanjū: Matsuri               | Шін Онума                 | 2  |                                                                                                 |        |
| 2012 | Kyō no Asuka Show                               | Масаші Кудо               | 20 | Адаптація манґи від Тайші Морі. (2012–13)                                                       | [ 76 ] |
| 2012 | Otome wa Boku ni Koishiteru: Futari no Elder    | Шинья Кавацура            | 3  | За мотивами візуального роману для дорослих від Caramel Box.                                    | [ 77 ] |
| 2012 | C³                                              | Шін Онума                 | 1  | Адаптація серії ранобе, написаних Хазукі Мінасе.                                                |        |
| 2014 | Strike Witches: Operation Victory Arrow         | Казухіро Такамура         | 3  | Побічна історія до Strike Witches.                                                              |        |
| 2014 | Bonjour Sweet Love Patisserie                   | Норіакі Акітая            | 24 | За мотивами мобільної гри by more games. Спільне виробництво з Connect. (2014–15)               |        |
| 2014 | Alice in Borderland                             | Хідекі Тачібана           | 3  | Екранізація серії манґи сьонен від Haro Aso. (2014–15) Спільне виробництво з Connect.           | [ 78 ] |
| 2015 | Strike the Blood: Kingdom of the Valkyria       | Хідейо Ямамото Такао Сано | 2  | Продовження Strike the Blood. Спільне виробництво з Connect.                                    | [ 79 ] |
| 2016 | Tanaka-kun Is Always Listless                   | Шинья Кавацура            | 2  |                                                                                                 | [ 80 ] |
| 2016 | Strike the Blood II                             | Хідейо Ямамото Такао Сано | 8  | Продовження Strike the Blood: Valkyria no Ōkoku-hen. (2016—2017) Спільне виробництво з Connect. | [ 81 ] |
| 2017 | Armed Girl's Machiavellism                      | Хідекі Тачібана           | 1  | Спільне виробництво з Connect.                                                                  |        |
| 2019 | Fate/kaleid liner Prisma Illya: Prisma Phantasm | Шін Онума                 | 1  | Побічна історія до Fate/kaleid liner Prisma Illya.                                              | [ 82 ] |

### Фільми
| Рік  | назва                                                            | Режисер(и)     | дата      | нотатки                                                     | Прм    |
| ---- | ---------------------------------------------------------------- | -------------- | --------- | ----------------------------------------------------------- | ------ |
| 2017 | Chaos;Child: Silent Sky                                          | Масато Дзінбо  | 17 червня | Продовження Chaos;Child.                                    | [ 83 ] |
| 2017 | Fate/Kaleid Liner Prisma Illya: Vow in the Snow                  | Шін Онума      | 26 серпня | Продовження Fate/kaleid liner Prisma Illya 3rei!!.          | [ 84 ] |
| 2018 | Non Non Biyori Vacation                                          | Шинья Кавацура | 25 серпня | Продовження Non Non Biyori Repeat.                          | [ 85 ] |
| 2021 | Fate/kaleid liner Prisma Illya: Licht — The Nameless Girl        | Шін Онума      | 27 серпня | Продовження Fate/kaleid liner Prisma Illya: Vow in the Snow | [ 86 ] |
| 2023 | My Next Life as a Villainess: All Routes Lead to Doom! The Movie | Кейсуке Іноуе  | 8 грудня  | За мотивами оригінальної історії Сатору Ямагучі             | [ 87 ] |